# Bai (popolo)
I bai (白族S, bái zúP) sono un gruppo etnico facente parte dei 56 gruppi etnici riconosciuti ufficialmente dalla Repubblica popolare cinese. Nel 2000 si attestavano a 1.858.063 persone.
Vivono principalmente nelle province dello Yunnan (prefettura autonoma bai di Dali), del Guizhou (area di Bijie) e dell'Hunan (area di Sangzhi).
Circa 1.240.000 Bai (2003) parlano la loro lingua nativa (lingua bai), in tutte le sue sfumature dialettali. La lingua fa parte della famiglia tibeto-birmana. I codici SIL per il Bai sono  BCA, BFC e BFS.
Durante le dinastie cinesi Han e Jin, i bai erano conosciuti con il nome di kunming. In seguito furono usati, in successione, i termini heman, baiman e bairen. Il nome bai è stato ufficializzato dal governo cinese (bai significa "bianco" in cinese).
L'economia di questo popolo si basa quasi esclusivamente sull'agricoltura (tabacco e canna da zucchero) e sulla pesca. Sono principalmente buddhisti tibetani ed adorano una divinità chiamata Benzhu.